# 森羅万象を統べる者
『森羅万象を統べる者』（オムニアをすべるもの）は、水月紗鳥による日本のライトノベル。イラストは有河サトルが担当。第8回MF文庫Jライトノベル新人賞佳作受賞作。MF文庫J（メディアファクトリー→KADOKAWA）より2012年10月から2013年10月まで刊行された。

## ストーリー
御園日向は幼なじみの綾川鈴莉と7年の同居生活を送っていた。鈴莉から告白され、恋人同士の甘い同棲生活が始まると思われた矢先、突如として日向の従妹を名乗る女の子・御園皐月が訪ねてくる。こうして始まった3人での生活。だが日向と皐月にはある秘密があり、3人は「御園」一族をめぐっての事件に巻き込まれていく。

## 登場人物
御園日向（みその ひなた）
本作の主人公。幼いころに両親を亡くしており、幼馴染の鈴莉の家で生活している。由枝という許婚がいたが、鈴莉のことを想っていたため関係を解消している。
綾川鈴莉（あやかわ すずり）
本作のメインヒロイン。日向の幼馴染であり、1巻の冒頭で告白し恋人関係になる。スタイル抜群だが家事スキルは乏しく、特に料理は日向に任せきりとなっている。
御園皐月（みその さつき）
日向の従妹。両親が亡くなり一人になったので日向のもとに預けられることになる。思ったことが口に出やすい性格で、騒動の発端となることもある。
御園由枝（みその ゆえ）
日向の従姉で、皐月を日向のもとへ送った張本人。日向に許婚を解消されるも関係は良好で、日向たちのために手助けをしてくれることが多い。

## 評価
第8回MF文庫Jライトノベル新人賞にて佳作を受賞した（受賞時のタイトルは「万能による無能のための狂想曲」）。同賞で審査員を務めた西野かつみは本作を「とてつもない異能力を持った少年少女たちのなんでもない日常という作品」だと解釈しており、彼らの持つ異能力を活かせるシチュエーションまたはストーリーではないことから、その異能力にあまり魅力を感じないとしている。また、西野は作者が描きたかったのは異能力ではなく「少年少女たちのなんでもない日常」の方であり、彼らがただの人間ではなく特別でないといけないことからとりあえず異能力を付けてみたのではないかと推測しており、であればその「特別な少年少女たちのなんでもない日常」がどう特別であるかが重要であると述べている。

## 既刊一覧
- 水月紗鳥（著）・有河サトル（イラスト）、メディアファクトリー→KADOKAWA〈MF文庫J〉、全4巻
  - 『森羅万象を統べる者 〝万物創造〟』、2012年10月31日初版第一刷発行（10月25日発売[3]）、ISBN 978-4-8401-4849-8
  - 『森羅万象を統べる者II 〝閉じた小部屋〟上』、2013年2月28日初版第一刷発行（2月25日発売[4]）、ISBN 978-4-8401-4986-0
  - 『森羅万象を統べる者III 〝閉じた小部屋〟下』、2013年6月30日初版第一刷発行（6月25日発売[5]）、ISBN 978-4-8401-5233-4
  - 『森羅万象を統べる者IV 〝万物の使用者〟』、2013年10月31日初版第一刷発行（10月25日発売[6]）、ISBN 978-4-04-066033-2